# Tragédie dans le style rock
Pour plus de détails, voir Fiche technique et Distribution.
Tragédie dans le style rock (en russe : Трагедия в стиле рок, Tragediya v stile rok) est un drame soviétique réalisé par Savva Kouliche et sorti en 1989.
Avec Igla de Rachid Nougmanov c'est l'un des premiers films qui évoque l'usage de la drogue en Union soviétique où ce phénomène à l'époque est totalement ignoré de la population. Bien que le sujet souffre de longueurs injustifiées et s'enlise dans les clichés moralisateurs, son ambiance sombre ne laisse pas indifférent dont le mérite en partie revient à la participation des groupes rock Brigada-C de Garik Soukatchev et Pop-Mekhanika de Sergueï Kouriokhine. Le film est produit par la société de production cinématographique Mosfilm.

## Fiche technique
- Production : Mosfilm
- Réalisation : Savva Kouliche
- Scénario : Savva Kouliche
- Caméraman : Vladimir Klimov, Vladimir Fastenko
- Compositeur : Sergueï Kourekhine
- Son : Margarita Pasoukhina
- Décors : Vladimir Aronine
- Genre : Drame
- Langue : russe
- Durée : 167 min.
- Format : Couleurs - Mono
- Pays : URSS
- Sortie : 1989

## Distribution
- Alekseï Chkatov : Viktor Bodrov
- Sergueï Karlenkov : Heinrich, l'ami de Viktor
- Olga Alechina : Lena Kozlova dit Ptakha
- Iouri Lazarev : Dmitri Bodrov, le père de Viktor
- Antonina Dmitrieva : Maria Stepanovna, grand-mère de Viktor
- Alekseï Maslov : Cassius, le gourou
- Tatiana Lavrova : Toma, l'amie de Dmitri Bodrov
- Svetlana Bragarnik : Silva, l'amie de Dmitri Bodrov
- Valentin Nikouline : ami de Dmitri Bodrov
- Albert Filozov : ami de Dmitri Bodrov
- Boris Khmelnitsky : ami de Dmitri Bodrov
- Vitali Chapovalov : ami de Dmitri Bodrov
- Oleg Garkoucha
- Maria Karadzha
- Sergueï Kouriokhine : caméo
- Garik Soukatchev : caméo